# الکساندر ولادیمیرویچ کوالیوف
الکساندر ولادیمیرویچ کوالیوف (روسی: Александр Владимирович Ковалёв؛ زادهٔ ۲ مارس ۱۹۷۵) قایقران کانو اهل روسیه است.